# Jasienowiec
Jasienowiec (ukr. Ясеновець) – wieś na Ukrainie w rejonie rożniatowskim obw. iwanofrankiwskiego.